# Mário Hipólito
Mário Damião Hipólito (ur. 1 czerwca 1985 w Luandzie) – angolski piłkarz występujący na pozycji bramkarza.
Wraz z zespołem GD Interclube zdobył dwa mistrzostwa Angoli (2007, 2010) oraz Puchar Angoli (2011).
W reprezentacji Angoli zadebiutował 2 czerwca 2006 w przegranym 2:3 towarzyskim pojedynku z Turcją. W tym samym roku został powołany do kadry na mistrzostwa świata, nie zagrał jednak na nich w żadnym meczu, a Angola zakończyła turniej na fazie grupowej. W 2008 otrzymał powołanie do drużyny Angoli na Puchar Narodów Afryki, jednak również na tym turnieju nie wystąpił w żadnym spotkaniu. W latach 2006–2016 w drużynie narodowej zagrał pięć razy.